# Instytut Biocybernetyki i Inżynierii Biomedycznej im. Macieja Nałęcza Polskiej Akademii Nauk
Instytut Biocybernetyki i Inżynierii Biomedycznej im. Macieja Nałęcza Polskiej Akademii Nauk został założony w 1975 roku i jest największym centrum inżynierii biomedycznej w Polsce. Zakres badań Instytutu w dziedzinie biocybernetyki i inżynierii biomedycznej odpowiada najnowszym kierunkom badań w nauce światowej, a badania te mają charakter interdyscyplinarny. Według oceny Ministerstwa Nauki i Szkolnictwa Wyższego Instytut znajduje się w kategorii naukowej A.

## Działalność
Instytut opracowuje oraz wdraża nowe technologie, urządzenia i teoretyczne narzędzia wspomagające diagnostykę medyczną i/lub leczenie, które ma na celu długotrwałą poprawę jakości życia pacjentów cierpiących na choroby przewlekłe i/lub cywilizacyjne.
Instytut jest krajowym koordynatorem Sieci Inżynierii Biomedycznej w Polsce (BIOMEN).
Wraz z Instytutem Biologii Doświadczalnej im. Nenckiego PAN, Instytutem Biochemii i Biofizyki PAN, Instytutem Medycyny Doświadczalnej i Klinicznej im. Mossakowskiego PAN, Instytutem Podstawowych Problemów Techniki PAN oraz Międzynarodowym Instytutem Biologii Molekularnej i Komórkowej utworzył konsorcjum BIOCENTRUM Ochota.
Badania realizowane w Instytucie skupiają się na łączeniu nauk inżynieryjnych i przyrodniczych, prowadząc do powstawania innowacyjnych rozwiązań w obszarze nowych technologii biomedycznych.
Instytut koordynuje również działania mające na celu rozwój badań i edukacji w dziedzinie Biocybernetyki i Inżynierii Biomedycznej.
W Instytucie prowadzone są studia doktoranckie, przewody doktorskie i postępowania habilitacyjne.

## Programy badawcze[2]
Badania Instytutu skupiają się na dwóch głównych tematach:

### Biopomiary i komputerowe przetwarzanie danych dla poprawy diagnostyki medycznej
Badania obejmują nieinwazyjne i minimalnie inwazyjne metody diagnostyczne (laserowo-dopplerowskie do badań mikrokrążenia, spektroskopię w bliskiej podczerwieni do badań utlenowania i perfuzji tkanek mózgu), analizę sygnałów elektrofizjologicznych (EKG i EEG wysokiej rozdzielczości), metody analizy czynności okoruchowej do oceny procesu czytania i psycho-fizjologicznego stanu człowieka, mikrosystemy do analiz biochemicznych, metody komputerowego wspomagania obróbki obrazów i metody analizy dużych zbiorów danych.

### Wspomaganie i zastępowanie utraconych funkcji organizmu
Badania dotyczą z opracowania wirtualnego pacjenta do symulacji terapii nerko-zastępczej, a także komputerowych i hybrydowych (numeryczno-fizycznych) modeli układu oddechowego i układu krążenia.
Prowadzono też badania w dziedzinie inżynierii molekularnej i komórkowej, które dotyczyły stosowania półprzepuszczalnych membran i mikrokapsułek do immunoizolacji komórek (w tym wysepek Langerhansa) w celu miejscowego dostarczenia biologicznie aktywnych substancji wspierających pracę trzustki, ksenotransplantację wysp trzustkowych oraz wykorzystanie bioreaktorów do hodowli komórek.
Prowadzono również badania nad receptorami biochemicznymi dla rozwoju bioczujników, metodami odbudowy komórek nerwowych, analizą obrazów cytologicznych oraz modelowaniem molekularnej struktury mięśni.

## Struktura Instytutu[5]
Instytut od 2010 podzielony jest na 4 zakłady oraz Pracownia Środowiskowa:

### Zakład I – Mikrosystemów Hybrydowych i Analitycznych
- Pracownia Przetwarzania i Analizy Obrazów Mikroskopowych
- Pracownia Inżynierii Tkankowej
- Pracownia Bioczujników i Mikrosystemów Analitycznych

### Zakład II – Biomateriałów i Systemów Biotechnologicznych
- Pracownia Elektrostatycznych Metod Bioenkapsulacji
- Pracownia Membran Półprzepuszczalnych i Bioreaktorów
- Pracownia Inżynierii Nanohybrydowych Biosystemów Regulacji

### Zakład III – Metod Obrazowania Mózgu i Badań Czynnościowych Układu Nerwowego
- Pracownia Modelowania i Metod Elektrofizjologicznych
- Pracownia Optyki Biomedycznej

### Zakład IV – Modelowania i Wspomagania Funkcji Narządów Wewnętrznych
- Pracownia Wspomagania Diagnostyki i Terapii Układu Krążeniowo-Oddechowego
- Pracownia Wspomagania Diagnostyki i Terapii Chorób Metabolicznych
- Pracownia Modelowania Matematycznego Procesów Fizjologicznych

## Wydawnictwa
Instytut wydaje kwartalnik Biocybernetics and Biomedical Engineering, który jest indeksowany w Thomson Reuters: Science Citation Index Expanded (SciSearch ®) i Journal Citation Reports oraz w bibliograficznych bazach danych Elsevier: SCOPUS and EMBASE.